# 흐리호리 스코보로다

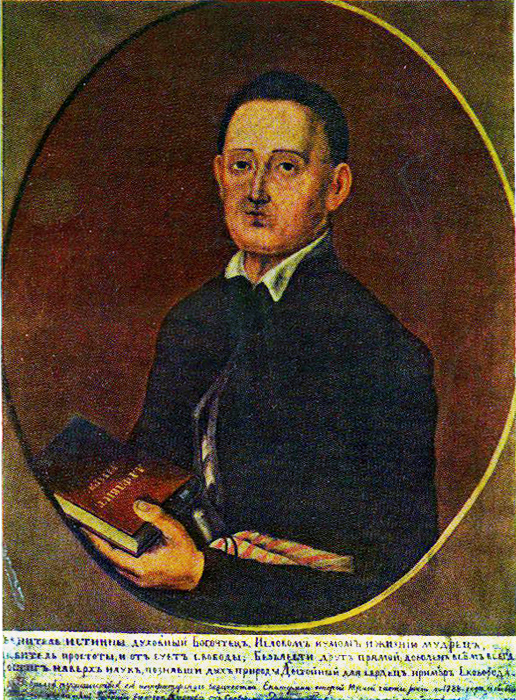
흐리호리 스코보로다

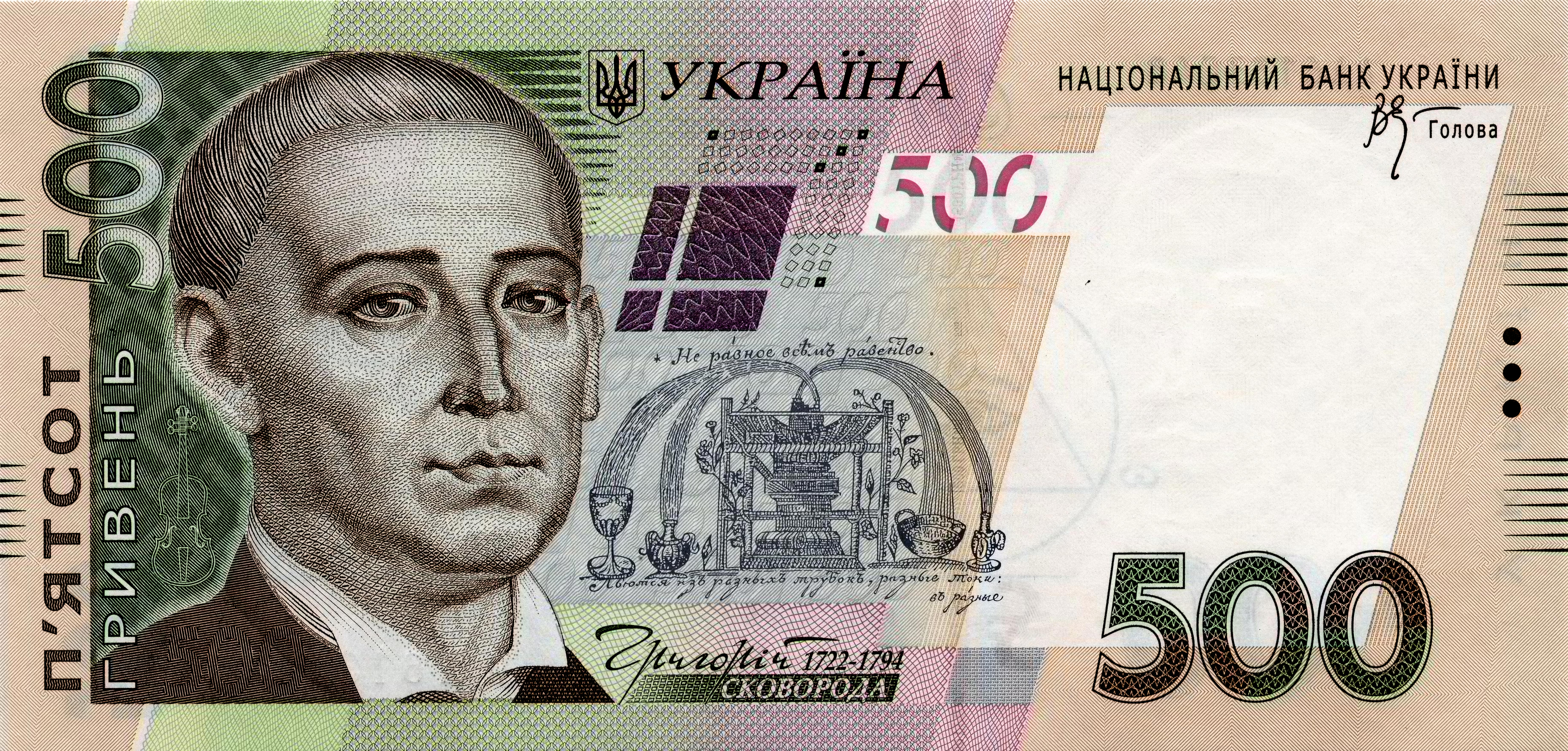
우크라이나 500 흐리우냐 지폐에 그려진 흐리호리 스코보로다의 초상화

흐리호리 사비치 스코보로다(우크라이나어: Григорій Савич Сковорода, 1722년 12월 3일 러시아 제국(현재의 우크라이나) 키예프 현 ~ 1794년 11월 3일 러시아 제국(현재의 우크라이나) 하리코프 현)는 우크라이나의 철학자, 작가, 작곡가이다.

## 생애
러시아 제국 시대에 현재의 우크라이나 폴타바주를 중심으로 활동하던 우크라이나 카자크 가문에서 태어났다. 1734년부터 1753년까지 키예프 모힐라 아카데미(1734년 ~ 1741년, 1744년 ~ 1745년, 1751년 ~ 1753년)에 재학했지만 졸업하지는 못했다. 1741년부터 1744년까지 상트페테르부르크 러시아 제국 합창단에서 활동했고 1745년부터 1750년까지는 헝가리 왕국에 거주했다. 1750년부터 1751년까지는 페레야슬라우(현재의 페레야슬라우흐멜니츠키)에서 시를 가르쳤다.
1753년부터 1759년까지 페레야슬라우의 지주의 집에서 가정교사로 일했으며 1759년부터 1769년까지 하르키우(하리코프) 신학교 교사로 근무하면서 시, 통사론, 그리스어, 윤리학을 가르쳤다. 1769년에는 그의 윤리에 대한 비판이 제기되자 교사 활동을 그만두었다.
우크라이나 곳곳을 순회하면서 자신이 쓴 시에 곡을 붙인 전례 음악과 우크라이나 전통 민요를 작곡했다. 또한 일반 대중을 위한 철학서, 교회 슬라브어, 그리스어, 라틴어로 쓴 많은 시와 편지를 남겼다.